# Пам'ятник Тарасові Шевченку (Настасів)
Пам'ятник Тарасові Шевченку в Настасові — погруддя українського поета Тараса Григоровича Шевченка в селі Настасові Тернопільського району на Тернопільщині.
Пам'ятка монументального мистецтва місцевого значення, охоронний номер 699.

## Опис
Пам'ятник розташований на вул. Шевченка, роздоріжжя в напрямку ТОВ «Агропродсервіс». Погруддя виготовлене з бетону, висота — 0,6 м, постамент — із каменю та цегли, висота — 2,4 м.
У підніжжі постамента є табличка з написом:
І на оновленій землі

Врага не буде супостата,

А буде син і буде мати

І будуть люде на землі...

## З історії пам'ятника
Пам'ятник встановили поет Ярослав Павуляк із групою однодумців у ніч на 1 травня 1969 року. Макет розробляв Іван Галашин.
Погруддя привезли зі Львова у кузові вантажівки, за кермом якої був настасівчанин Михайло Ворожбит. Поряд з ним тоді студент Львівського училища прикладного мистецтва імені Івана Труша Ярослав Павуляк. Його привезли до крайньої сільської хати в Настасові, а далі на підводі — до садиби Павуляків.
Як згадує Іван Галашин, до встановлення пам'ятника хлопці готувалися заздалегідь три дні: вночі ходили, міркували, де його поставити. Вирішили на місці, де раніше стояла «фігура» святого Миколая, на рештках постаменту. Попри застереження односельців, вони все одно взялися за справу — монтаж тривав цілу ніч. Все робили потайки, щоб навіть ніхто із сусідів не здогадувався, що тут діється: носили воду, каміння, глину, розрівнювали горб, де задумали встановлювати пам'ятник. А дівчата-випускниці сплели розкішний вінок-пошану. Уранці за кілька годин сюди прийшло мало не все село. Найбільше до цієї затії долучилися Ярослав Павуляк, Іван Галашин, Остап Ракочій, Євген Павуляк, Степан Пандус, Ганна та Володимир Куріци, Володимир Биковський, Іван Ткач, Ярослав Канцер, Михайло Драбик, Степан Дзіндзіристий та десятки інших.
Наступного дня після завершення робіт тут були представники КДБ, безспосередніх учасників викликали в райвідділ міліції. За людей заступилися директор школи і дільничний міліціонер, вдалося відстояти й пам'ятник, хоч комуністи пригнали бульдозер, щоб його знести. Зазнав переслідувань від комуністичної влади тільки Ярослав Павуляк.
У травні 2016 відбулося відкриття відреставрованого пам'ятника біля опорядженого просвітницького центру «Відродження» імені Ярослава Павуляка з нагоди 155-ї річниці перепоховання Кобзаря. Урочини благословив архієпископ і митрополит Тернопільсько-Зборівський Василь (Семенюк). Меценатом, який взяв на себе усі витрати з реставрації пам'ятника та створення просвітницького центру став генеральний директор корпорації «Агропродсервіс» Іван Чайківський. На свято прийшли мешканці Настасова, дружина Ярослав Павуляка Леся, приїхали священики, керівники району, гості із сусідніх сіл і Тернополя.
Після урочистого освячення пам'ятника присутні побачили документально-мистецьке дійство, учасники якого відтворили обставини появи у селі пам'ятника Тарасові Шевченку. Завершилося свято концертом аматорських колективів та виступами окремих естрадних виконавців.